# Simon Bright
Simon Bright é um diretor de arte. Como reconhecimento, foi nomeado ao Oscar 2013 na categoria de Melhor Direção de Arte por The Hobbit: An Unexpected Journey.